# سم فلت
سَمی بوئِدا رِندِرز (انگلیسی: Sammy Boeddha Renders؛ ۱ اوت ۱۹۹۳)، که بیشتر با نام هنری سَم فِلت (انگلیسی: Sam Feldt) شناخته می‌شود، دی‌جی، تهیه‌کنندهٔ موسیقی و کارآفرین اهل هلند است.

## حرفه
فلت در سال ۲۰۱۵ یک بازسازی از ترانهٔ «عشق را نشانم بده» اثر رابین اس را منتشر کرد. این قطعه توسط اسپینین رکوردز و پالیدور منتشر شد و فوراً به موفقیت چشمگیری دست یافت و در جدول تک‌آهنگ‌های بریتانیا در رتبهٔ ۴ قرار گرفت و به جایگاه بیست و یکم در ۴۰ آهنگ برتر هلند رسید. «عشق را نشانم بده» در استرالیا موفق به کسب گواهینامهٔ طلا شد. این اثر فلت در بلژیک به رتبه‌های ۱۵ و ۱۳ در جدول موسیقی ترانه‌های رقص/الکترونیک بیلبورد رسید. در سال ۲۰۱۶، سم فلت به همراه لوکاس اند استیو ترانهٔ «تابستان با تو» را منتشر کرد که پس از رسیدن به رتبهٔ ۴ در ۴۰ ترانهٔ برتر هلند، در سپتامبر و اکتبر ۲۰۱۶ به پربازدیدترین قطعه در رادیو هلند تبدیل شد. مدت کوتاهی پس از انتشار، گواهینامهٔ پلاتین در هلند به ترانهٔ «تابستان با تو» اعطا شد. فلت در فهرست ۱۰۰ دی‌جی برتر مجله دی‌جی سال ۲۰۱۷ در رتبهٔ ۷۵ قرار گرفت.
بیلبورد از فلت با عنوان «یک سوپراستار هاوس مدرن» یاد کرده‌است و عملکرد او در تولید ترانهٔ «عشق را نشانم بده» را اینگونه توصیف کرده‌است: «آنی ملودی معروف را تغییر می‌دهد، در حالی که فلت اصل ترانه را با ضرب‌آهنگ‌های حباب‌دار دیپ هاوس تکرار می‌کند.» تک‌آهنگ اشک‌های شیطان (ویراست سم فلت) یکی از ۱۰ قطعهٔ برتر اسپاتیفای از نظر میزان شنیده‌شدن بوده‌است. نخستین آلبوم فلت با نام طلوع در ۶ اکتبر ۲۰۱۷ توسط اسپینین رکوردز منتشر شد. فلت در ۲۴ نوامبر ۲۰۱۷ یک آلبوم دوگانه به نام طلوع تا غروب را منتشر کرد که شامل ترانه‌هایی از نخستین آلبوم استودیویی او و ۱۲ ترانهٔ دیگر است. پس از این آلبوم دوگانه، آلبوم ریمیکس او با نام پس از غروب، شامل ریمیکس‌هایی از زاندرلینگ، بریث کارولینا و کالوو منتشر شد. در سال ۲۰۱۹، فلت قطعه‌ای با نام «پست مالون» را منتشر کرد که تا نوامبر ۲۰۲۰، در اسپاتیفای ۳۷۵ میلیون بار پخش شده‌است.
در سال ۲۰۲۰، فلت شرکت ضبط موسیقی خود را به نام هارت‌فلت رکوردز معرفی کرد و قطعهٔ «مرا نزدیک خودت نگهدار» با حضور الا هندرسون را به‌عنوان نخستین اثر منتشرشده به‌صورت رسمی تحت این برچسب منتشر کرد. او همچنین بنیاد خیریهٔ خود به نام بنیاد هارت‌فلت را پایه‌گذاری کرده‌است که برای افزایش آگاهی در مورد گرمایش جهانی تلاش می‌کند. این بنیاد با چندین دی‌جی از جمله گلدفیش، جی هاردوی و بلاند:یش همکاری داشته‌است.